# U-Boot

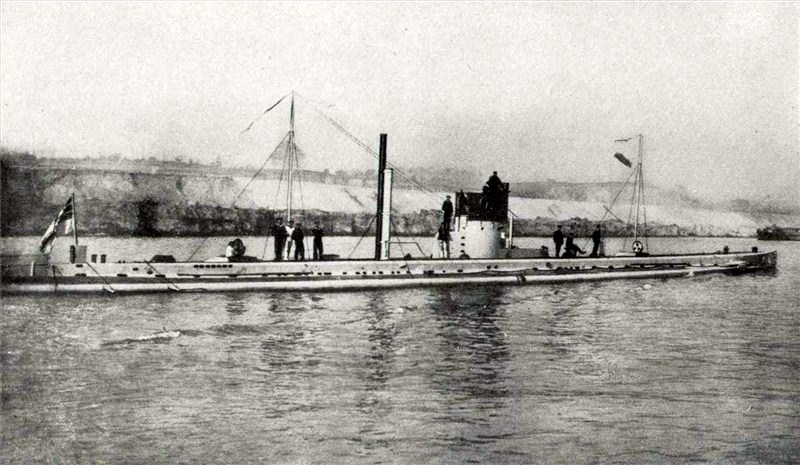
Ponorka U 9 z první světové války

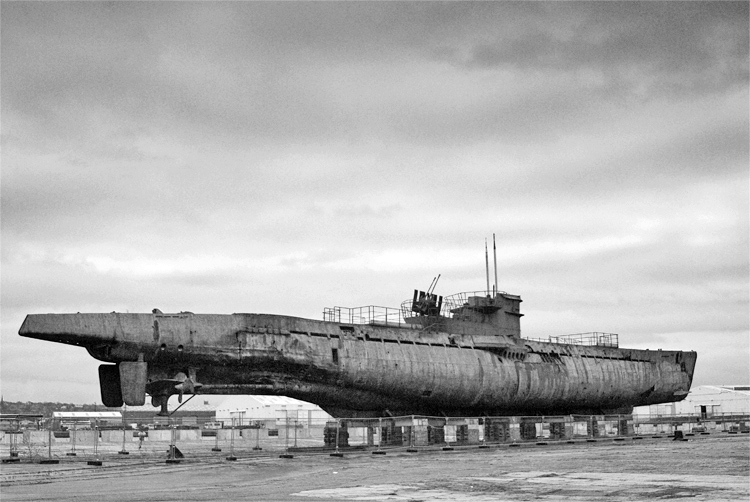
Ponorka U 534 z druhé světové války

U-Boot je označení používané pro válečné ponorky německého námořnictva, ať už se jednalo o Kaiserliche Marine za první světové války či Kriegsmarine za druhé světové války, a K. u. k. Kriegsmarine. Jedná se o zkratku z německého Unterseeboot (= podmořský člun).